# 高速いえしま
高速いえしま株式会社（こうそくいえしま）は、兵庫県姫路市家島町の海運会社。姫路港と家島を結ぶ航路を運航している。

## 概要
姫路港と家島を結ぶ航路は家島汽船が就航していたが、1日5往復で姫路港発の最終便は18時台など利便性が低く、航路を独占しながらサービス水準の低い家島汽船に対して島民は不満を持っていた。通勤、通学が不便であるため本州側に家を買い二重生活する島民もあった。自治会の増便・最終便の繰り下げの再三の要望に対して、家島汽船は赤字を理由に応じなかったため、反発した自治会は1億6000万円で船舶を購入して自主運航を始めた。1997年7月に1日6往復で運航を開始し、高速船の就航により所要時間は3分の1に短縮され、姫路港発の最終便は20時30分となった。また運賃は当時、片道800円であり家島汽船よりも180円安かった。
当時の運輸省神戸海運監理部は、ダブルトラック化による供給過剰を懸念して定期航路を認可しなかったが、自治会は年間30日以内の不定期航路として、役員を順番に代表者として30日毎に申請することで、実質的な定期航路として運航を強行した。運輸省は運航中止を勧告したが、1998年には2隻目を導入するなど運航は継続され、家島汽船から旅客を奪った。その後、1999年春に運輸省が家島町が運営に加わる第三セクターによる運航を提案し、家島町と自治会の共同出資により高速いえしま株式会社が設立され、定期旅客航路事業として運航が認可された。
その後は家島汽船と高速いえしまが各8往復を運航し、利便性の向上により本州から兵庫県立家島高等学校へ通学する学生が出るなど旅客数は大幅に増加した。1998年に14万人だった旅客数は、高速いえしま参入後の2000年には38.6万人と倍増し、高福ライナーが新規参入した2001年には59.7万人に達した。2001年から2004年までは3社合計で最大24往復が運航されていたが、競争の激化により2005年に家島汽船は倒産し運航から撤退したため、高速いえしまと高福ライナーの2社による運航となっている。

## 背景
家島町は国政選挙の投票率が20-40%台という都会並みの低さだったが、この低率は島民の独立心の強さのあらわれであるとも言われ、高速船を島民が自主運行を始めたのも「島の反骨心に火がついた」とかつて陳情に同行した鍬方志郎町長は表現した。国は当初、実質的に定期運航であり、違法性が強く、安全面の問題も大きいと運航中止を勧告したが、島民らは聞き入れず運行を続けた。このため、多くの島民が家島汽船から高速船に乗り換え、家島汽船の乗客は激減した。多くの離島では減便、廃止が相次ぎ、赤字を理由にそれを受け入れているが、家島の例は競争原理と利便性の向上が潜在需要を掘り起こした例として語られる。

## 航路
- 姫路港 - 真浦港 - 宮港

1日8往復を運航する。「まうら」が就航する1往復は、真浦港止めとなる。

## 船舶

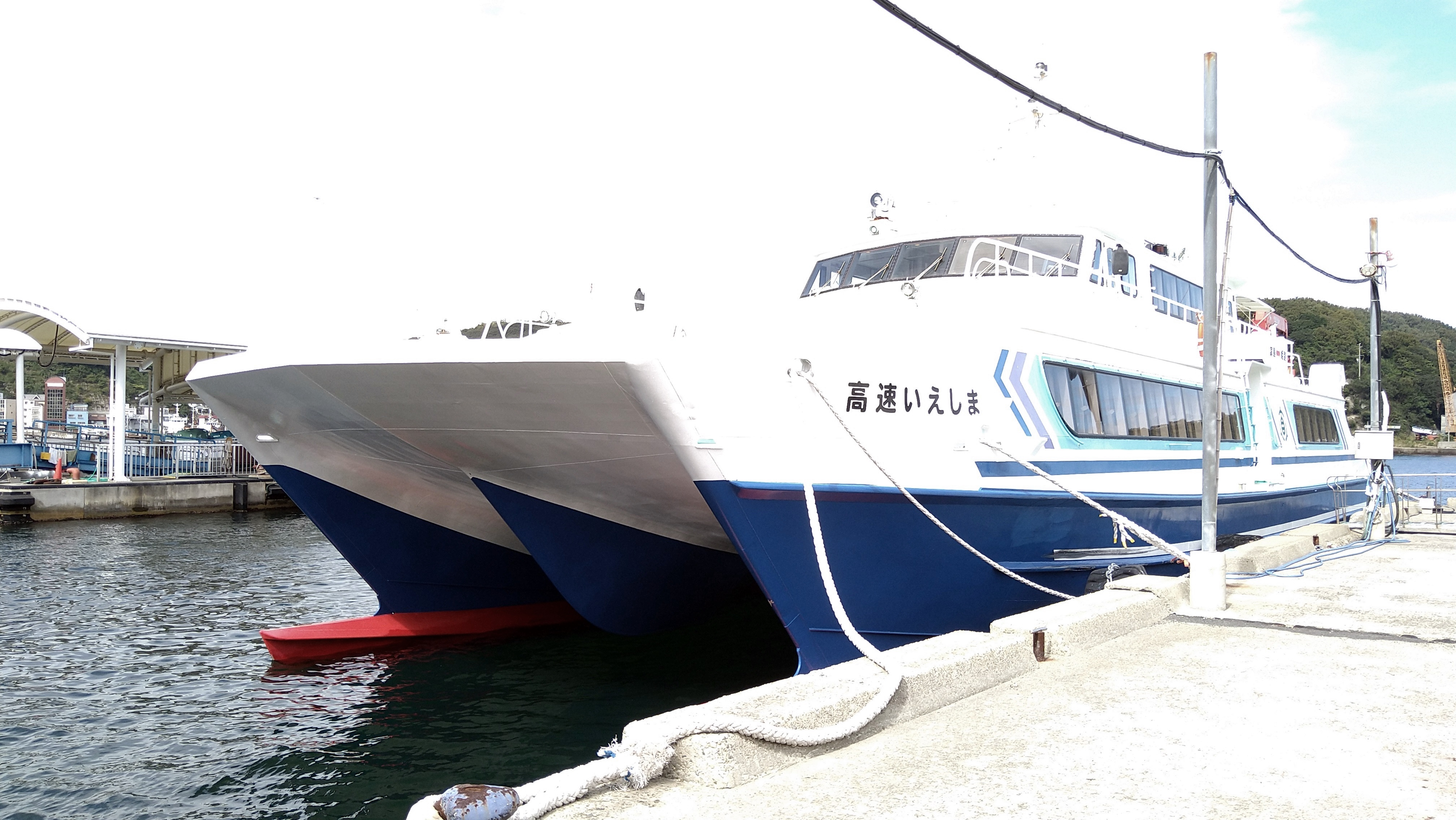
高速いえしま（2021年9月）

### 就航中の船舶
- 高速いえしま

2006年12月就航、三保造船所 (大阪府)建造、146総トン、旅客定員200名
- まうら

1998年8月就航、興和クラフト建造、19総トン、旅客定員87名

### 過去の船舶
- しろやま（初代）
- しろやま（2代）

2009年11月1日就航、形原造船建造。
2017年、日本政府が購入してミャンマーへ無償供与、同3月29日にラカイン州で引き渡し式典開催、同4月10日より「KISPANADI（1）」として就航。
113総トン、全長32.95m、全幅6.30m、深さ2.60m、旅客定員142名、航海速力20ノット

## 事故、インシデント
2009年12月2日、17時10分ごろ、「しろやま」が機関を後進にかけて姫路港を出航中、護岸工事の警戒業務を終えて帰航中であった警戒船「第四三輪丸」（だいよんみつわまる）と衝突した。「しろやま」は「第四三輪丸」との距離があると思い込み航行を続け、また、「第四三輪丸」は「しろやま」の動静を適切に確認せず航行したことが衝突の原因と考えられる。
2010年5月29日、17時01分ごろ、「高速いえしま」が姫路港にて離桟作業中に浅所に乗り揚げた。船体および機関を確認したが、異常が無かったため、真浦港に向けて出港した。普段使用している桟橋が工事中であり、別の桟橋から離桟作業中、水深の確認を行っていなかった可能性があると考えられる。
2016年5月1日、10時15分ごろ、姫路港に向かっていた「しろやま」が、飾磨沖約4kmの播磨灘で遠隔操縦装置の故障により操縦不能となった。10時20分ごろ、船長の指示により機関長が主機を停止させ停船した。乗客71名は来援した旅客船「はやなみ」など2隻に移乗、姫路港へ移送された。機関室の主配電盤の充電器電源のブレーカーが「切」となっており、制御電源用バッテリーの充電量が不足し、遠隔操縦装置の作動が停止したと考えられる。